# Reginald Foster
Reginald Foster (n. 14 noiembrie 1939, Milwaukee, Wisconsin, SUA – d. 25 decembrie 2020, Milwaukee, Wisconsin, SUA) a fost un preot catolic american și călugăr al ordinului carmeliților desculți. A lucrat la secția Scrisori latine la Secretariatul de Stat din Vatican. Reginald Foster a fost un expert în literatura latină, în special Cicero, și o autoritate recunoscută pe plan internațional cu privire la limba latină. El apare în documentarul lui Bill Maher din 2008, numit Religulous, în minutul 44. 